# The Marriage Lie
The Marriage Lie è un film muto del 1918 diretto da Stuart Paton. La sceneggiatura si basa sul racconto The Other Thing di Blair Hall, pubblicato nel dicembre 1917 sul Parisienne Monthly Magazine.

## Produzione
Il film fu prodotto dall'Universal Film Manufacturing Company (come Bluebird Photoplays).

## Distribuzione
Distribuito dall'Universal Film Manufacturing Company (come Bluebird Photoplays), il film uscì nelle sale cinematografiche statunitensi il 27 aprile 1918.